# Wendo Kolosoy
Antoine Wendo Kolosoy (* 25. April 1925 in der Region Bandundu; † 28. Juli 2008 in Kinshasa), bekannt als Papa Wendo, war ein kongolesischer Musiker. Er galt als „Vater“ der kongolesischen Rumbamusik.

## Leben
Im Alter von neun Jahren wurde Wendo zum Waisenkind. Er kam in die Obhut der Kirche, die er jedoch als zu streng empfand, sodass er die ihn erziehenden Priester drei Jahre später verließ. Zunächst arbeitete Wendo als Flussschiffsmechaniker und Boxer, bis er 1948 mit musikalischen Aufnahmen begann. In dieser Zeit pflegte er Freundschaften unter anderem mit Patrice Lumumba. Einem breiten Publikum wurde Wendo mit dem Titel Marie Louise bekannt, wenngleich die katholische Kirche Wendo für den Text kritisierte. Wendo nahm für die Freiheit seiner Musik sogar eine kurze Gefängnisstrafe wegen Satanismus in Kauf. Wendo verstarb nach langer Krankheit im Alter von 83 Jahren in einer Klinik in Kinshasa.